# 세리나무타기캥거루
세리나무타기캥거루(Dendrolagus stellarum)는 캥거루과에 속하는 나무타기캥거루 유대류의 일종이다. 뉴기니섬 서부-중부 산지의 토착종이다. 원래는 도리아나무타기캥거루의 아종으로 간주했지만, 2005년 그로브스(Colin Groves)가 별도의 종으로 분류했다.